# Pharaphodius massaicus
Pharaphodius massaicus är en skalbaggsart som beskrevs av Gerstaecker 1884. Pharaphodius massaicus ingår i släktet Pharaphodius och familjen Aphodiidae. Inga underarter finns listade i Catalogue of Life.